# Ciografia
Ciografia, também denominada de Ciagrafia (ambos os nomes são adaptações por anglicismo de Sciography e Sciagraphy - em grego:  σκιά "sombra" ou "sombra" e γράφειν graphein, "delinear" ou "grafia") é de forma resumida a ciência ou arte que estuda a projecção e a delineação de sombras tal como estas são representadas naturalmente, esta projecção tem que ser segundo os parametros desta arte o mais realista possível.
Este conceito também era utilizado na arquitectura como definição de uma área vertical num edificio ou o desenho e projecção deste através das sombras de modo a ganhar uma perspectiva do mesmo(embora neste âmbito a utilização do nome Sciagraph (em inglês) ou Sciographie (em francês) fosse mais correcta).
Talvez por causa da complementaridade de definições nos países anglo-saxónicos associa-se e utiliza-se a palavra Ciagrafia (Sciagraphy (em inglês)) ao conceito e à palavra radiografia, sendo ambas as designações sinónimas.
Em França este termo é utilizado actualmente na astronomia como a "técnica de achar as horas através dos astros", estes astros serão, o sol e a lua (daí que Thomas Hobbes no seu livro Leviatã tenha referido que "(…)os gregos já estudavam as consequências da luz das estrelas. Disto, e do movimento do Sol(…)").